# Jean-Michel Coron
Jean-Michel Coron, né le 8 août 1956 à Paris, est un professeur de mathématiques français à l'université Paris-Sud 11 puis à l'université Pierre-et-Marie-Curie, Laboratoire Jacques-Louis Lions.
Il est le conjoint de la mathématicienne Claire Voisin.

## Biographie
Sa formation initiale est celle d'ingénieur de l'École polytechnique puis du Corps des mines. Il est également membre senior de l'Institut universitaire de France.
Il a été invité pour une conférence plénière au congrès international des mathématiciens à Hyderabad en août 2010.
Il est élu membre de l'Académie des sciences en Automatique et contrôle le 18 novembre 2014.
Le prix Maxwell qu'il reçoit en 2015 récompense ses travaux sur l’étude des méthodes variationnelles pour les équations aux dérivées partielles non linéaires.

## Travaux
Jean-Michel Coron travaille notamment sur la théorie du contrôle.

## Distinctions
- Prix du magazine La Recherche 2019 conjointement avec Frédéric Marbach, Franck Sueur et Ping Zhang pour leur article « Controllability of the Navier-Stokes equation in a rectanglewith a little help of a distributed phantom force », Proceeding of the RIMS conference, 2058, 162, 2018[3]
- Prix W. T. and Idalia Reid de SIAM, 2017[4]
- Prix Maxwell du Conseil international des mathématiques industrielles et appliquées, 2015
- Prix Léonid-Frank de l'Académie des sciences, 2011
- Prix Dargelos de l'École polytechnique, 2002
- Prix Eugène-Catalan de l'Académie royale de Belgique, 2000
- Prix Jaffé de l'Académie des sciences, 1995
- Prix Fermat de l'université de Toulouse, 1993
- Prix Madame-Victor-Noury de l'Académie des Sciences, 1990